# Sardis (Misisipi)
Sardis es un pueblo del Condado de Panola, Misisipi, Estados Unidos. Según el censo de 2000 tenía una población de 2.038 habitantes y una densidad de población de 397.4 hab/km².

## Demografía
Según el censo de 2000, había 2.038 personas, 790 hogares y 493 familias residiendo en la localidad. La densidad de población era de 397,4 hab./km². Había 862 viviendas con una densidad media de 168,1 viviendas/km². El 41,90% de los habitantes eran blancos, el 56,43% afroamericanos, el 0,05% amerindios, el 0,39% asiáticos, el 0,54% de otras razas y el 0,69% pertenecía a dos o más razas. El 1,47% de la población eran hispanos o latinos de cualquier raza.
Según el censo, de los 790 hogares en el 25,1% había menores de 18 años, el 36,1% pertenecía a parejas casadas, el 23,2% tenía a una mujer como cabeza de familia y el 37,5% no eran familias. El 33,4% de los hogares estaba compuesto por un único individuo y el 18,6% pertenecía a alguien mayor de 65 años viviendo solo. El tamaño promedio de los hogares era de 2,50 personas y el de las familias de 3,24.
La población estaba distribuida en un 26,1% de habitantes menores de 18 años, un 9,2% entre 18 y 24 años, un 21,2% de 25 a 44, un 22,3% de 45 a 64 y un 21,2% de 65 años o mayores. La media de edad era 39 años. Por cada 100 mujeres había 77,5 hombres. Por cada 100 mujeres de 18 años o más, había 72,1 hombres.
Los ingresos medios por hogar en la localidad eran de 23.042 dólares ($) y los ingresos medios por familia eran 32.933 $. Los hombres tenían unos ingresos medios de 24.783 $ frente a los 18.750 $ para las mujeres. La renta per cápita para la ciudad era de 15.195 $. El 24,2% de la población y el 18,4% de las familias estaban por debajo del umbral de pobreza. El 32,2% de los menores de 18 años y el 24,1% de los habitantes de 65 años o más vivían por debajo del umbral de pobreza.

## Geografía
Según la Oficina del Censo de los Estados Unidos, la localidad tiene un área total de 5,1 km², todos ellos correspondientes a tierra firme.